# Rajiah Sallsabillah
Rajiah Sallsabillah (ur. 30 kwietnia 1999 w Tangerangu) – indonezyjska wspinaczka sportowa, specjalizująca się we wspinaczce na czas oraz w łącznej. Mistrzyni igrzysk azjatyckich w sztafecie na czas z Dżakarty. Mistrzyni Azji z Bogor we wspinaczce na czas, w sztafecie. 

## Kariera sportowa
Na igrzyskach azjatyckich w Dżakarcie w 2018 roku zdobyła złoty medal w sztafecie we wspinaczce na czas.
W Teheranie w 2017 roku zdobyła srebrny medal w sztafecie, a indywidualnie zajęła 5 miejsce. Na mistrzostwach Azji w 2019 wywalczyła złoty medal w sztafecie we wspinaczce na czas, a indywidualnie zdobyła brązowy medal.

## Osiągnięcia

### Igrzyska azjatyckie
| Konkurencje      | 2018 |
| Sztafeta na czas | 1    |

### Mistrzostwa Azji
| Konkurencje        | 2017 | 2018 | 2019 |
| Wspinaczka na czas | 5    | 9    | 3    |
| Sztafeta na czas   | 2    | —    | 1    |